# Outer Range
Outer Range (Brasil: Além da Margem / Portugal: Fora do Alcance) é uma série de televisão de suspense de mistério sobrenatural neo-ocidental norte-americana criada por Brian Watkins e estrelada por Josh Brolin. Ela estreou no Amazon Prime Video em 15 de abril de 2022.

## Premissa
Royal Abbott é um fazendeiro de Wyoming, lutando por sua terra e família, que descobre um misterioso vazio negro no pasto, após a chegada de Autumn, uma andarilha com conexão com o rancho de Abbott. Enquanto a família Abbott lida com o desaparecimento de sua nora Rebecca, eles são levados ao limite quando uma família rival, os Tillersons, tenta assumir suas terras.

## Elenco e personagens

### Principais
- Josh Brolin como Royal Abbott, o proprietário do rancho Abbott e chefe da família.
- Imogen Poots como Autumn, uma mulher estranha que chega ao rancho Abbott e acampa na terra.
- Lili Taylor como Cecilia Abbott, a esposa de Royal e mãe de Rhett e Perry.
- Tom Pelphrey como Perry Abbott, o filho mais velho de Royal e pai de Amy.
- Tamara Podemski como Xerife Joy, a xerife interino do condado ao qual Wabang pertence.
- Lewis Pullman como Rhett Abbott, o filho mais novo de Royal.
- Noah Reid como Billy Tillerson, o filho mais novo da família Tillerson.
- Shaun Sipos como Luke Tillerson, o filho mais velho da família Tillerson.
- Will Patton como Wayne Tillerson, o pai de Billy e Luke e chefe da família.
- Isabel Arraiza como Maria Olivares, uma caixa de banco que Rhett está interessado.
- Olive Abercrombie como Amy Abbott, a jovem filha de Perry e sua esposa desaparecida Rebecca.
- Deirdre O'Connell como Patricia Tillerson, a mãe de Billy e Luke, e ex-esposa de Wayne.

### Recorrentes
- Matthew Maher como Delegado Matt
- MorningStar Angeline como Martha Hawk
- Matt Lauria como Trevor Tillerson
- Hank Rogerson como Kirkland Miller
- Kevin Chamberlin como Karl Cleaver

## Produção
Em fevereiro de 2020, foi anunciado que Josh Brolin havia assinado para estrelar Outer Range. A série é produzida por Brolin, Brian Watkins, Zev Borow, Heather Rae, Robin Sweet, Lawrence Trilling, Amy Seimetz, Tony Krantz e Brad Pitt através de sua Plan B Entertainment. Em dezembro de 2020, foi anunciado que Lewis Pullman, Noah Reid, Shaun Sipos e Isabel Arraiza se juntaram ao elenco, ao lado de Brolin, Imogen Poots, Lili Taylor, Tamara Podemski e Tom Pelphrey.
A série marca o primeiro papel de Brolin em uma série de televisão em quase 20 anos. Foi filmado ao longo de oito meses em Santa Fé, Novo México.

## Episódios
| N.º | Título                                | Dirigido por        | Escrito por                      | Lançamento          |
| --- | ------------------------------------- | ------------------- | -------------------------------- | ------------------- |
| 1 | "The Void" "(O Vazio)" (BR)           | Alonso Ruizpalacios | Brian Watkins                    | 15 de abril de 2022 |
| Royal Abbott, o dono de um rancho em Wyoming, é abordado por uma mulher chamada Autumn que pede para acampar nas terras de Abbott, Royal aceita. Royal e seus filhos Rhett e Perry são recebidos pelos filhos da família vizinha Tillerson, Trevor, Luke e Billy, que informam a Royal que um certo terreno no rancho pertence à família Tillerson e as linhas de propriedade precisarão ser redesenhadas ou então os Tillersons levarão os Abbotts ao tribunal. Royal mais tarde encontra um buraco inexplicável e ostensivamente sem fundo em sua terra. Quando Royal estende a mão no buraco, ele recebe visões proféticas, depois voltando para casa para encontrar a xerife Joy explicando ao resto de sua família que as autoridades pretendem parar de investigar o desaparecimento de sua nora Rebecca, que era esposa de Perry e mãe da neta de Royal, Amy. Em um bar local mais tarde à noite, Perry e Trevor, ambos embriagados, brigam depois que Trevor provoca Perry sobre Rebecca, e Perry bate em Trevor até a morte. Rhett e Perry trazem o cadáver de Trevor de volta ao rancho Abbott, e Royal decide encobrir o assassinato para proteger sua família. Depois de jogar o corpo de Trevor no buraco, Royal é confrontado por Autumn, que o empurra para dentro do buraco. |                                       |                     |                                  |                     |
| 2 | "The Land" "(A Terra)" (BR)           | Alonso Ruizpalacios | Brian Watkins                    | 15 de abril de 2022 |
| Cecilia, Rhett e Perry acertam suas histórias na manhã seguinte, quando Royal de repente volta para casa, tendo acordado em um campo. Luke se encontra com Joy, prometendo o apoio do clã Tillerson em uma próxima eleição em troca de seu apoio para encontrar Trevor. Royal e Perry se encontram com o advogado da família Abbott, que confirma a reivindicação dos Tillerson por suas terras e aconselha Royal a desistir. Em vez disso, Royal se encontra com o patriarca dos Tillersons, Wayne, e oferece um terreno menor em uma parte diferente do rancho, mas Wayne se recusa, inflexível no pasto oeste. Amy conhece Autumn na natureza e Autumn aponta um símbolo estranho espalhado pelo rancho Abbott pelo qual ela se sente atraída. Royal decide mover todo o gado por todo o rancho para evitar o buraco. Naquela noite, Autumn confronta Royal e o questiona sobre o que aconteceu no buraco e como ele retornou - Royal lembra que ele acordou ao lado do buraco em aparentemente outro mundo, onde foi confrontado por moradores e soldados. Uma versão de Cecilia então o informou que ele estava morto há dois anos antes de avisá-lo para correr - Luke então abre fogo em Royal, que se vira e pula de volta no buraco. |                                       |                     |                                  |                     |
| 3 | "The Time" "(O Tempo)" (BR)           | Jennifer Getzinger  | Zev Borow                        | 22 de abril de 2022 |
| Joy prende um criminoso que avisa sobre outras pessoas desaparecidas, Autumn conhece Perry. Enquanto fazia compras, Cecilia vê Rebecca dirigindo uma caminhonete e depois o dispensa. Joy confronta Rhett naquela noite em um rodeio e afirma que o sangue de Rhett foi encontrado na fivela do cinto de Trevor. Mais tarde, ao comemorar sua performance, Rhett é preso por comportamento de embriaguez. Enquanto detido, Joy interroga Rhett e ele admite que brigou com Trevor, mas nega que mais alguém estivesse lá. Royal confronta Autumn e afirma que acredita ter viajado no tempo no buraco; ele a instrui a ficar em silêncio em troca de seu conhecimento. Simultaneamente, Royal e Joy e muitos outros moradores de Wabang percebem que uma montanha desaparece brevemente. Enquanto caminhava, Amy descobre o cadáver de Trevor no deserto, e Royal informa Joy. |                                       |                     |                                  |                     |
| 4 | "The Loss" "(A Perda)" (BR)           | Jennifer Getzinger  | Brian Watkins & Lucy Thurber     | 22 de abril de 2022 |
| Meses atrás, trabalhadores do rancho de Tillerson descobrem uma rocha estranha perto do pasto oeste de Abbott, iniciando a obsessão de Wayne em adquirir a terra. Atualmente, Joy e a polícia de Wabang, junto com Royal, caminham até onde o cadáver de Trevor foi encontrado e recuperam o corpo. Joy interroga Amy com Royal, Cecilia e Perry presentes; O testemunho de Amy limpa todos, menos Rhett. Joy tem sua vice tentativa de interceptar e interrogar Rhett antes que sua família possa alertá-lo para o fato de que o corpo foi encontrado, mas Rhett é inesperadamente coberto por Maria, uma caixa de banco que ele estava vendo. Royal se encontra e ameaça Karl, o assessor do condado que havia sido subornado por Wayne para reconhecer a reivindicação do Tillerson ao pasto oeste de Abbott, mas Karl apenas move a audiência iminente em resposta. Joy interroga Maria e depois Rhett e Perry separadamente e seus álibis começam a desmoronar antes de serem resgatados por Royal. Patricia, a matriarca do clã Tillerson, chega à cidade, rapidamente assumindo o controle da casa de Wayne. Joy e Patricia restringem seu foco a Rhett e Perry, mas o relatório da autópsia em Trevor confirma que a hora da morte foi apenas dez horas antes da descoberta do cadáver, apesar da briga de bar e o subsequente desaparecimento terem ocorrido oito dias atrás. No funeral, Patricia abre o caixão e deduz que o assassino de Trevor era Perry quando ela o observa incapaz de olhar para o corpo. Mais tarde, Royal joga contra Autumn em um jogo de pôquer e aposta seu pasto oeste contra seu colar, trapaceando para ganhar. À noite, Wayne recebe um sinal da rocha estranha e dirige para o pasto oeste, encontrando o buraco. Wayne e Royal, em seguida, entram em uma briga e Wayne deixa Royal inconsciente com a pedra antes de sair. |                                       |                     |                                  |                     |
| 5 | "The Soil" "(O Solo)" (BR)            | Amy Seimetz         | Dominic Orlando & Naledi Jackson | 29 de abril de 2022 |
| Royal procura descobrir o que é o estranho mineral escuro que apareceu em suas terras, e acaba piorando sua rivalidade crescente com Autumn. |                                       |                     |                                  |                     |
| 6 | "The Family" "(A Família)" (BR)       | Amy Seimetz         | Dominic Orlando & Lucy Thurber   | 29 de abril de 2022 |
| Os laços familiares começam a se desfazer, e Royal toma medidas extremas para se livrar de Autumn, mas é frustrado quando descobre que ela manipulou alguém próximo a ele. |                                       |                     |                                  |                     |
| 7 | "The Unknown" "(O Desconhecido)" (BR) | ASA                 | ASA                              | 6 de maio de 2022   |
| 8 | "The West" "(O Oeste)" (BR)           | ASA                 | ASA                              | 6 de maio de 2022   |

## Lançamento
Um teaser trailer foi lançado em 9 de março de 2022. Os dois primeiros episódios da primeira temporada de oito episódios estreou no Prime Video em 15 de abril de 2022, com dois novos episódios estreando a cada semana.

## Recepção
Atualmente, a série tem uma classificação de 3.7/5 nas avaliações da Amazon. No site agregador de críticas Rotten Tomatoes, a série tem uma avaliação de 78% com base em 36 avaliações com uma pontuação média de 7.10 em 10. O consenso do site diz: "Outer Range é tudo menos simples, mas sua infinidade de subtramas ameaçam ser sugadas para um buraco de minhoca de ponderação". No Metacritic, que usa uma média ponderada, atribuiu uma pontuação de 60 em 100 com base em 22 críticos, indicando "críticas mistas ou médias".